# خون سرخ (كوه بنج)
خون سرخ (بالفارسية: خون سرخ) هي قرية تقع في إيران في البلدة المركزية.